# Ricky Whittle

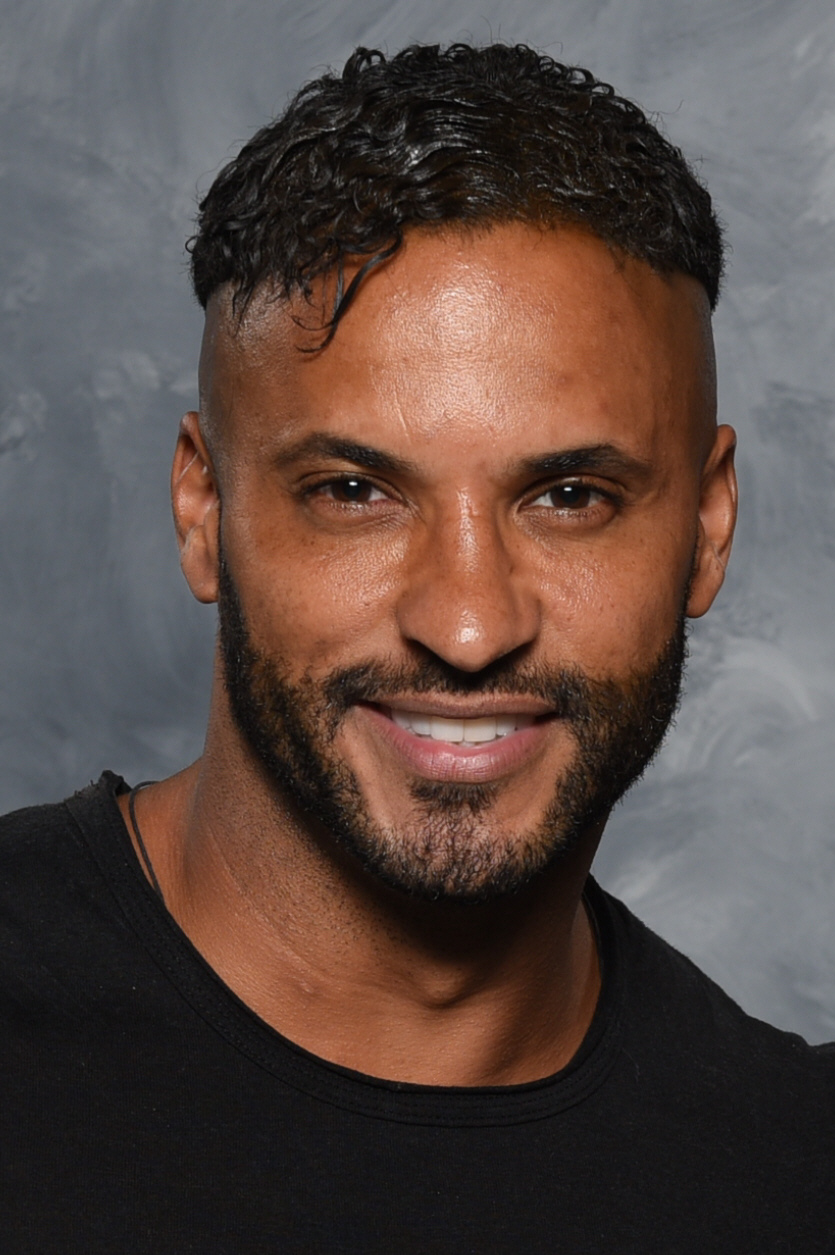
Ricky Whittle (2017)

Richard „Ricky“ Whittle (* 31. Dezember 1981 in Oldham, England) ist ein britischer Schauspieler, bekannt für seine Rolle als „Calvin Valentine“ in der Channel-4-Seifenoper Hollyoaks.
2014 spielte Whittle als „Daniel Zamora“ eine der Hauptrollen in der US-amerikanischen Fernsehserie Mistresses. Von 2014 bis 2016 spielte er die Rolle des „Lincoln“ in der Science-Fiction-Fernsehserie The 100 und gehörte damit wiederum zur Hauptbesetzung. Von 2017 bis 2021 spielte er in der US-amerikanischen Fernsehserie American Gods die Hauptrolle des Shadow Moon.

## Leben und Karriere
Richard ist das älteste von drei Kindern von Maggie (Goodwin) und Harry Whittle. Aufgrund der Karriere seines Vaters in der Royal Air Force wuchs er mit seinen Geschwistern weitgehend reisend auf, offizieller Hauptwohnsitz war Burghfield Common nahe Reading in der englischen Grafschaft Berkshire, wobei er de facto hauptsächlich in Nordirland aufwuchs. Dort wurde er in der Schule wegen seiner Hautfarbe oft schikaniert. Seine Mutter Maggie ist (weiße) Engländerin, sein Vater von Jamaika.
Whittle begann während seines Studiums als Model zu arbeiten und wurde z. B. das Gesicht der Reebok-Kampagne 2000. Dies brachte ihm die Aufmerksamkeit des Casting Directors der Serie Dream Team, in der er die Figur Ryan Naysmith verkörpert. Whittle verließ die Universität wegen seiner Schauspielkarriere.
Nach seiner Rolle in der BBC Ones Holby City, spielte er Calvin Valentine in der Channel-4-Seifenoper Hollyoaks bis Mai 2010, als die von ihm verkörperte Figur schließlich getötet wurde. Im Januar 2008 nahm Whittle an einer Promiversion der Serie The Weakest Link teil.
Im Juli 2012 wirkte Whittle als Charles in der zweiten Staffel von Single Ladies mit. Ebenfalls spielte er den Kapitän George East in Shannon Hales Romantik-Komödie Austenland, der 2012 fertig gedreht wurde. Von 2014 bis 2016 übernahm er die Hauptrolle des Lincoln in der Science-Fiction-Serie The 100. 2017 folgte eine Hauptrolle in der Serie American Gods, die auf dem gleichnamigen Buch basiert.

## Filmografie (Auswahl)
- 2002–2007: Dream Team (Fernsehserie, 77 Folgen)
- 2004: Holby City (Fernsehserie, Folge 6x18 You Can Choose Your Friends...)
- 2006–2011: Hollyoaks (Fernsehserie, 240 Folgen)
- 2011: Candy Cabs (Fernsehserie, Folge 1x02)
- 2011: Losing Sam (Kurzfilm)
- 2012: Single Ladies (Fernsehserie, 8 Folgen)
- 2013: Navy CIS (NCIS, Fernsehserie, Folge 10x16 Allein im Wald)
- 2013: Austenland
- 2014: Mistresses (Fernsehserie, 10 Folgen)
- 2014–2016 The 100 (Fernsehserie, 28 Folgen)
- 2017–2021: American Gods (Fernsehserie)
- 2024: Land of Bad
- 2025: The Rookie (Fernsehserie, Folge 7x07 The Mickey)

## Auszeichnungen
| Jahr | Award               | Kategorie           | Werk      | Resultat  |
| ---- | ------------------- | ------------------- | --------- | --------- |
| 2007 | British Soap Awards | Sexiest Male        | Hollyoaks | Nominiert |
| 2008 | British Soap Awards | Sexiest Male        | Hollyoaks | Nominiert |
| 2009 | British Soap Awards | Sexiest Male        | Hollyoaks | Nominiert |
| 2010 | British Soap Awards | Sexiest Male        | Hollyoaks | Nominiert |
| 2010 | TRIC Award          | TV Soap Personality | Hollyoaks | Gewonnen  |